# Spergularia echinosperma
Spergularia echinosperma là loài thực vật có hoa thuộc họ Cẩm chướng. Loài này được (Celak.) Asch. & Graebn. miêu tả khoa học đầu tiên năm 1893.